# مؤتمر فيرونا

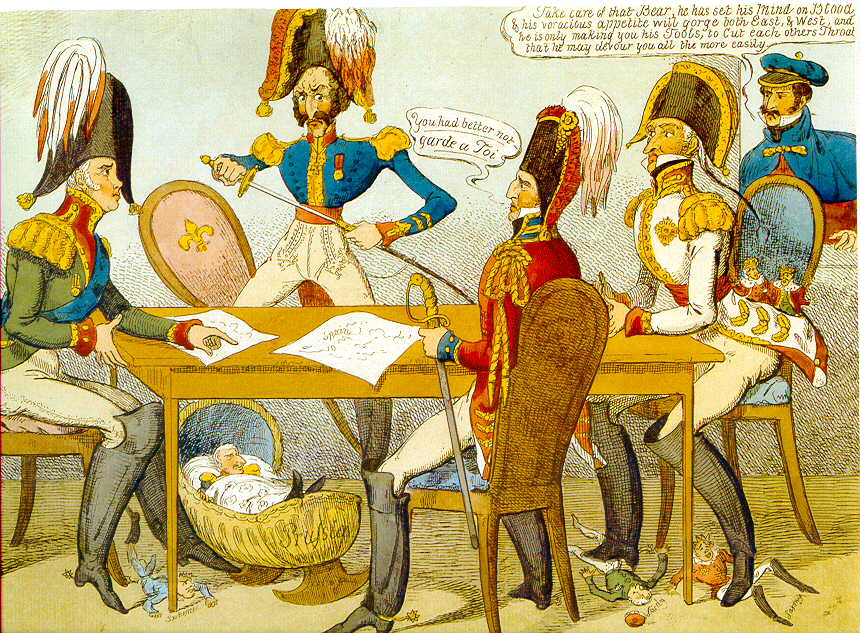
رسم كاريكاتيري ساخر لمؤتمر فيرونا.

مؤتمر فيرونا هو لقاء عقد في فيرونا بإيطاليا سنة 1822، أحد المؤتمرات الأوروبية التي انعقدت بمقتضى أحكام التحالف الرباعي 1815. درس المؤتمر الثورة التي نشبت بإسبانيا، وقرر إرسال جيش فرنسي لقمعها.